# Liste der Ehrengräber der Stadt Klagenfurt am Wörthersee
Die Liste der Ehrengräber der Stadt Klagenfurt am Wörthersee nennt die Ehrengräber der Stadt Klagenfurt am Wörthersee.

## Liste
| Name                                  | Lebensdaten                                                                             | Friedhof                  | Bild | Leistungen des Geehrten                                                          |
| ------------------------------------- | --------------------------------------------------------------------------------------- | ------------------------- | ---- | -------------------------------------------------------------------------------- |
| Georg Bucher                          | * 8. Dezember 1905 in Villach; † 12. Oktober 1972 in Klagenfurt                         | Zentralfriedhof Annabichl | 0    | Volksschauspieler                                                                |
| Josef Wolfgang Dobernig               | * 10. September 1862 in Maria-Waitschach, Kärnten; † 24. Juli 1918 in Klagenfurt        | Zentralfriedhof Annabichl |      | österreichischer Politiker und Journalist                                        |
| Familiengrab von Helldorff            | * 24. Januar 1868 in Innsbruck;† 2. August 1921 auf Schloss Thalenstein bei Völkermarkt | Zentralfriedhof Annabichl |      | österreichischer Politiker und Journalist                                        |
| Franz Paul Anton Freiherr von Herbert | * 16. August 1819 in Klagenfurt; † 3. August 1884 in Feldbach, Steiermark               | Friedhof Sankt Ruprecht   | 0    | Abgeordneter zum Österreichischen Abgeordnetenhaus                               |
| August Jaksch Ritter von Wartenhorst  | * 2. Januar 1859 in Prag; † 3. Januar 1932 in Klagenfurt                                | Zentralfriedhof Annabichl | 0    | österreichischer Historiker und Landesarchivar                                   |
| Ferdinand Jergitsch                   | * 30. Mai 1836 in Klagenfurt; † 18. September 1900                                      | Zentralfriedhof Annabichl | 0    | österreichischer Drahtgitterstricker und Gründer der ersten Feuerwehr in Kärnten |
| Thomas Koschat                        | * 8. August 1845 in Viktring bei Klagenfurt; † 19. Mai 1914 in Wien                     | Zentralfriedhof Annabichl |      | österreichischer Komponist, Chorleiter und Schriftsteller                        |
| Emmerich Kristler                     | * 5. November 1889 im Lesachtal; † 4. Juni 1919 bei Tainach                             | Zentralfriedhof Annabichl | 0    | Kärntner Freiheitskämpfer                                                        |
| Karl Friedrich Meinhardt              | * 3. Juni 1826 in Berlin; † 29. Dezember 1896 bei Tainach                               |                           | 0    | Turnlehrer, Sportpionier                                                         |
| Max Ritter von Moro                   | * 16. Mai 1817 in Viktring (heute Stadt Klagenfurt); † 11. April 1899 ebenda            | Alter Friedhof Viktring   |      | österreichischer Fabriksbesitzer, Historiker und Politiker                       |
| Josef Friedrich Perkonig              | * 3. August 1890 in Ferlach; † 8. Februar 1959 in Klagenfurt                            | Zentralfriedhof Annabichl |      | österreichischer Erzähler, Dramatiker, Autor                                     |
| Markus Pernhart                       | * 6. Juli 1824 in Untermieger; † 30. März 1871 in Klagenfurt                            | Friedhof Sankt Ruprecht   |      | österreichischer Landschaftsmaler                                                |
| Franz Josef Pichler-Mandorf           | * 5. April 1884 in Kötschach; † 7. Juli 1972                                            | Zentralfriedhof Annabichl | 0    | österreichischer Bürgermeister und Landtagsabgeordneter                          |
| Paul Renn                             | * 27. November 1806 in Klagenfurt; † 15. November 1860                                  |                           | 0    | österreichischer Schriftsteller                                                  |
| Arnold Riese                          | * 15. Oktober 1871 in Wien; † 20. Jänner 1912 in Klagenfurt                             | Zentralfriedhof Annabichl |      | österreichischer Reichsratsabgeordneter                                          |
| Alfons von Rosthorn                   | * 19. September 1857 in Oed, Niederösterreich; † 9. August 1909 in Seckau               |                           | 0    | österreichischer Mediziner                                                       |
| Vinzenz Schumy                        | * 28. Juli 1878 in Saak, Nötsch im Gailtal; † 13. Dezember 1962 in Wien                 | Zentralfriedhof Annabichl | 0    | österreichischer Vizekanzler und Landeshauptmann                                 |
| Peter Suppan                          | * 22. Februar 1844 in Klagenfurt; † 3. November 1902                                    | Zentralfriedhof Annabichl | 0    | österreichischer Komponist                                                       |
| Michael Tangl                         | * 26. Mai 1861 in Wolfsberg (Kärnten); † 7. September 1921 in Klagenfurt                | Zentralfriedhof Annabichl | 0    | österreichischer Historiker und Diplomatiker                                     |
| Adolf Ignaz Ritter von Tschabuschnigg | * 20. Juli 1809 in Klagenfurt; † 1. November 1877 in Wien                               | Friedhof Sankt Ruprecht   |      | österreichischer Politiker, Jurist, Dichter und Schriftsteller                   |
| Ferdinand Wedenig                     | * 10. Mai 1896 in Gurnitz; † 11. November 1975 in Klagenfurt                            | Zentralfriedhof Annabichl | 0    | österreichischer Landeshauptmann von Kärnten.                                    |
| Julius Yllam                          | * 18. Mai 1885; † 15. Januar 1942                                                       | Zentralfriedhof Annabichl | 0    | österreichischer Berufsoffizier und Feldpilot                                    |